# Ашхар
Ашха́р (арм. աշխարհо файле [ɑʃχɑ́ɾ] букв. «земля; мир»), также наа́нг или наһа́нг (арм. նահանգ [nɑhɑ́ŋɡ]) — самая крупная единица административно-территориального деления Великой Армении.
Меньшая единица — гавар — соответствовала внутреннему, часто условному, подразделению ашхара на регионы.

## Ашхары Великой Армении
Согласно рукописи «Ашхарацуйц» Великая Армения подразделялась на 15 ашхаров:
1. Высокая Армения (Верхний Айк)
2. Цопк
3. Алдзник (Ахдзник)
4. Туруберан
5. Мокк
6. Корчайк (Корджайк)
7. Нор-Ширакан (Персидская Армения)
8. Васпуракан
9. Сюник
10. Арцах
11. Пайтакаран
12. Утик
13. Тайк
14. Гугарк
15. Айрарат

## Гавары
Ашхары, или наанги в свою очередь делились на гавары — более мелкие единицы, которых в каждом ашхаре в среднем было от 8 (в Цопке) до 36 (в Васпуракане).